# Kaj Munk

Büste von Kaj Munk in Vedersø

Kaj Munk (eigentlich Kaj Harald Leininger Petersen; * 13. Januar 1898 in Maribo, Lolland; † 4. Januar 1944 in Hørbylunde bei Silkeborg) war ein dänischer Pastor, Schriftsteller, Gegner Hitlers und christlicher Märtyrer.

## Leben

### Kindheit und Studium
Munks Eltern Carl Emanuel Petersen, ein Gerbermeister mit eigenem Betrieb, und Ane Mathilde Petersen, geborene Christensen, starben, als Kaj noch sehr jung war. Als Waise adoptierten ihn seine kinderlosen Verwandten Peter und Marie Munk, Kleinbauern in Opager bei Maribo, und er erhielt ihren Namen. Seine neuen Eltern bekannten sich zur Erweckungsbewegung der Inneren Mission. Die Gläubigkeit seiner neuen Eltern, besonders der durch ein Beinleiden behinderten Mutter Marie, prägten ihn entscheidend. Sein Lehrer in der Volksschule, Martinus Wested, und ein junger Pastor in der Gemeinde, Oscar Geismar, Volkspädagogen im Sinne Grundtvigs, förderten sein literarisches Talent. Sie vermittelten ihm christliche Werte und weckten in ihm die Freude an Geschichte und Literatur. Seit 1914 an der Kathedralschule in Nykøbing Falster lernte er die Dramen Henrik Ibsens kennen und verfasste selbst erste Gedichtzyklen und Dramen. Nach dem Abitur im Jahr 1917 begann er ein Studium der Evangelischen Theologie in Kopenhagen, schrieb daneben aber weitere Werke, von denen die ersten veröffentlicht wurden. Er erwog, das Studium abzubrechen und Schriftsteller zu werden, sah aber (auch aus Rücksicht auf seine Eltern) davon ab. Studienreisen führten ihn nach Deutschland und in die Tschechoslowakei.

### Berufsleben und literarische Erfolge
Nach bestandenem Examen wurde Munk am 25. Mai 1924 ordiniert und am 1. Juni als Pfarrer in Vedersø bei Ulfborg eingeführt. In dem Dorf an der jütischen Westküste wirkte er bis zu seiner Ermordung 1944 als beliebter Seelsorger. 1929 heiratete er die ortsansässige Elise Jørgensen, mit der er fünf Kinder hatte: Yrsa, Helge, Arne, Solveig und Mogens. Auch führte er hier seine literarischen Arbeiten weiter. Im Jahre 1928 spielte das Königliche Theater in Kopenhagen erstmals sein Bühnenstück En Idealist („Ein Idealist“) über Herodes den Großen. Dadurch wurde er als Dramatiker bekannt. Das Schauspiel Cant (1931 ebenfalls am Königlichen Theater uraufgeführt) brachte ihm weite Anerkennung. Seit 1931 schrieb er auch für die Tageszeitung Jyllands-Posten und andere dänische Zeitungen.
Zwei Schauspiele vor allem begründeten seinen Ruhm: Ordet („Das Wort“, 1932) spielt unter den Bauern eines jütischen Dorfes und handelt vom Unfassbaren, vom frühen Sterben, vom Glauben an das Wunder der Auferweckung, von Vernunft und Wahnsinn. Den Anlass zu diesem Schauspiel gab ein Geschehen 1925 in Kaj Munks Gemeinde, das ihn tief erschütterte. Eine junge Bäuerin, Marie Sand, und ihr Kind starben im Kindbett. Ihr Grab befindet sich südwestlich der Vedersøer Kirche. 1955 schuf der dänische Regisseur Carl Theodor Dreyer nach Munks Drama den Film „Ordet“.
Das andere Theaterstück Han sidder ved Smeltediglen („Er sitzt am Schmelztiegel“, 1938) hat die Verfolgung der Juden im Dritten Reich zum Thema und rechnet mit dem vergeblichen Versuch einiger deutscher Gelehrter ab, den Juden Jesus zum Arier zu machen. Bis zum Beginn des Zweiten Weltkriegs sahen mehr als 160.000 Zuschauer dieses Schauspiel und hörten, was darin ein deutscher Theologe einem nationalsozialistischen Minister vorhält:

„Ein Jude hat meinen deutschen Mund gelehrt, jeden Morgen und jeden Abend zu beten: ‚Vergib uns unsere Schuld, wie wir vergeben unseren Schuldigern.‘ Geben Sie den Juden Lebensrecht in unserem Volk. Denn die Menschenrechte anderen Menschen wegnehmen heißt, sich selbst zum Verbrecher zu machen.“

### Politische Aktivitäten
Munk wurde in den dreißiger Jahren auch zum viel gelesenen Kolumnisten der großen dänischen Tageszeitungen. In elf Jahren veröffentlichte er mehr als 600 Artikel zu allen möglichen Themen aus Kirche, Kultur und Politik. Den Parlamentarismus in seiner Ausprägung nach dem Ersten Weltkrieg sah er als für die Entwicklung eines Volkes ungeeignet an; er gab dieser Überzeugung in Wort und Schrift deutlich Ausdruck. Dagegen sah er in der gestaltenden Kraft von Mussolinis Faschismus in Italien einen geschichtlichen Ordnungsfaktor, den er als Modell für die Entwicklung Skandinaviens für wünschenswert hielt. Auch die sich nach 1933 wirtschaftlich bessernden Verhältnisse in Deutschland unter Hitler schienen ihm in dieselbe Richtung zu deuten. Munk war der Ansicht, dass aufrichtige Führergestalten mit Idealismus und Überzeugungskraft in ihren Völkern positive Entwicklungen in Gang setzen können. Er war deswegen in Dänemark durchaus umstritten.
Im Drama Sejren („Der Sieg“, 1936) schlug sich Munk noch einmal auf die Seite der Diktatur. Inspiriert von Mussolini und dessen Abessinienkrieg wird hier ein friedliebender Diktator von seinem Umfeld in den Krieg getrieben, welchen Munk als Aufopferung, Tapferkeit und Heldentum verbrämt. Der Diktator gewinnt den Krieg, doch wird er wegen seiner Gottlosigkeit von der Ehefrau ermordet. Sie glaubt, den Willen Gottes zu erfüllen, und wird darin von einem Mönch bestärkt. Kaj Munks Weltbild zeigt sich ebenso religiös wie inhuman. Sein Glaube an den politischen Führer ist größer als das Mitleid mit dessen Opfern.
Die Entwicklung im nationalsozialistischen Deutschland kommentierte er dagegen zunehmend kritisch. Hatte er zunächst noch argumentiert, dass die antijüdischen Maßnahmen eine gewisse Berechtigung hätten, empörte ihn die zunehmende Brutalisierung der deutschen Judenpolitik immer mehr. Am 17. November 1938 – eine Woche nach den Novemberpogromen – erschien in Jyllands-Posten sein offener Brief an Mussolini. Darin beschwor ihn Munk, Hitler von den Judenverfolgungen abzubringen. Sie seien eines großen Kulturvolkes unwürdig. Der eigentliche Adressat des Briefes aber war die dänische Öffentlichkeit. Die überwiegende Mehrheit der Dänen reagierte entsetzt auf Rassenideologie und Antisemitismus. Sie fanden im Land nie nennenswerte Resonanz; Munk fügte sich als betont Konservativer nun in dieses Stimmungsbild ein.

### Stimme des Widerstands
Nach der Besetzung Dänemarks am 9. April 1940 engagierte sich Munk im Widerstand gegen die deutsche Besatzungsmacht. Seine öffentlichen Proteste waren scharf. Die Kollaboration vieler seiner Landleute lehnte er ab. Im Gegenteil sollte sich Dänemark am norwegischen Beispiel orientieren und nicht vor Gewalt zurückschrecken. Dafür warb er in seinem Schauspiel Niels Ebbesen. Der historische Niels Ebbesen ermordete im 14. Jahrhundert Graf Gerhard III. von Holstein; in der Folge konnte der holsteinische Einfluss auf Jütland zurückgedrängt werden. Kaj Munk las an vielen Orten öffentlich sein Manuskript vor. Die  dänische Untergrundbewegung verbreitete den Text des Schauspiels in Tausenden von Exemplaren.
Auch in Munks Predigten aus diesen Jahren finden sich unmissverständliche Aufrufe zum Widerstand. Diese Predigten wurden 1941 und 1942 in zwei Bänden veröffentlicht, bis zum Kriegsende erreichten sie fünf Auflagen mit insgesamt 25.000 Exemplaren. Viele dieser Bücher gelangten nach Norwegen und ermutigten auch dort zum Widerstand. Dass er sich durch sein offenes Wort in Lebensgefahr brachte, war Munk wohl bewusst.

„Die Kirche ist der Ort, wo das Unrecht in den Bann getan, die Lüge entlarvt, die giftige Bosheit angeprangert werden muß – der Ort, wo Barmherzigkeit geübt werden soll als Quelle des Lebens, als Herzschlag der Menschheit.“

### Gründe für die Ermordung
„Wenn man hier im Lande mit der Verfolgung einer gewissen Gruppe unserer Landsleute anfängt, nur um ihrer Abstammung willen, dann ist es christliche Pflicht der Kirche zu rufen: ‚Das ist gegen das Grundgesetz im Reiche Christi, die Barmherzigkeit, und das ist verabscheuungswürdig für jedes freie nordische Denken.‘ Geschieht das noch einmal, dann wollen wir mit Gottes Hilfe versuchen, das Volk zum Aufruhr zu bringen. Denn ein christliches Volk, das tatenlos zusieht, wenn seine Ideale mit Füßen getreten werden, gibt dem tödlichen Keim der Verwesung Einlass in seinen Sinn, und Gottes Zorn wird es treffen.“

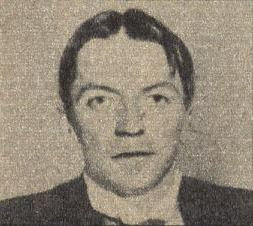
Kaj Munk (1944)

Diese Sätze entstammen der Predigt, die Munk am 5. Dezember 1943 im Kopenhagener Dom hielt. Er war zu dieser Zeit Mitglied der Oppositionspartei Dansk Samling („Dänische Sammlung“), für die er bei der Wahl zum Folketing 1943 geworben hatte. Die Partei Dansk Samling war die einzige Partei, die die Zusammenarbeit mit den Deutschen ablehnte. In der dänischen Hauptstadt war er unerwünscht und durfte die Kanzel eigentlich nicht betreten. Er hielt die Predigt auf Wunsch seines Amtsbruders dennoch, und er drohte darin mit Aufruhr wegen der Judenverfolgung durch die Deutschen.
Einen Monat später, am 4. Januar 1944, wurde Munk von einem SS-Kommando im Pfarrhaus in Vedersø verhaftet. Seine Frau Lise blieb mit den fünf Kindern zurück. Im östlich gelegenen Forst Hørbylunde vor Silkeborg wurde er auf Anordnung von Heinrich Himmler erschossen. An der Planung und Vorbereitung des Mordes war der SS-Untersturmführer Wolfgang Söhnlein (1913–1986) maßgeblich beteiligt. Mit diesem Ausgleichsmord sollte der dänische Widerstand gegen die deutsche Besatzung geschwächt werden. Es war die erste Terroraktion der Petergruppe unter Führung von Otto Schwerdt. Am 8. Januar wurde Munk unter großer öffentlicher Anteilnahme in Vedersø beigesetzt.
Die Untersuchung durch die dänische Polizei führte schnell zu den Tätern, die aber nicht vernommen oder festgenommen werden durften. Eine Abschrift des vorläufigen Schlussberichts der Mordkommission wurde von der Widerstandsbewegung 1944 als Flugblatt verbreitet. Munk wurde zum Märtyrer der dänischen Widerstandsbewegung.

## Andenken

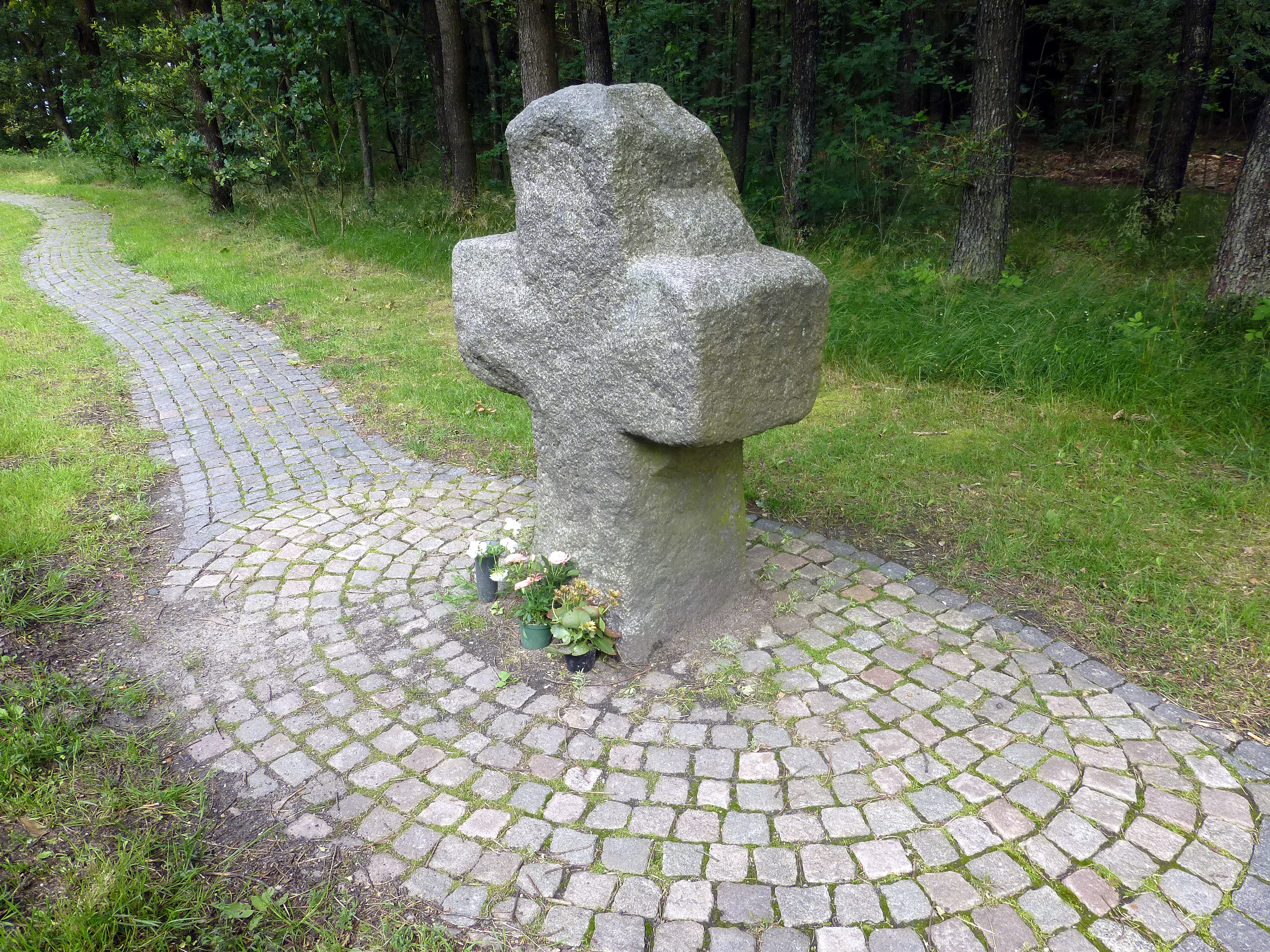
Granitkreuz am Ort der Ermordung

In der kollektiven Erinnerung Dänemarks ist er bis heute unvergessen, obgleich die Beurteilung seiner literarischen Arbeiten und seiner politischen Überzeugungen über die Jahrzehnte stark schwankte.
An der Chorseite der Vedersøer Sebastianskirche liegen die Gräber von Kaj Munk, seiner Ehefrau Lise, geborene Jørgensen, und ihrem Sohn Helge. An der Hauptstraße vor dem Friedhof befindet sich ein Denkmal mit der Büste Kaj Munks. Im Seitenschiff der Kirche hängt eine Gedenktafel mit seinem Lieblingschoral:
Ich erwarte dich, Herr Jesus, zum Gericht;
jeden Augenblick schaue ich danach aus.
Schnell und unverhofft kannst du kommen
zu jeder Tages- oder Nachtstunde
Lass meines Herzens Lampe bereit sein und brennen
in Glaube, in Hoffnung und in Liebe.
Wenn ich schlafe oder wache, so bin ich dein,
wenn ich lebe oder sterbe, so bist du mein.
Und wenn du kommst, komme zart und mild
und mache mich selig in Ewigkeit.
(Den Danske Salmebog, Nr. 269)
An der Landstraße 195 markiert bei Hørbylunde vier Kilometer vor Silkeborg ein Gedenkkreuz den Ort der Hinrichtung. Einen weiteren Gedenkstein setzten Freunde auf dem Ravnsbjerg südlich von Linde bei Holstebro. Die Inschrift lautet:
Kaj Munk starb am 4. Januar 1944 für sein Vaterland. Einige müssen sich opfern, damit andere leben können.
In der Stadt Kappeln im nördlichen Schleswig-Holstein ist die örtliche dänische Schule nach Kaj Munk benannt. Die Evangelisch-Lutherische Kirche in Amerika erinnert mit einem Gedenktag am 14. August an Kaj Munk.

## Werke

### In dänischer Sprache
- Kaj Munk Mindeudgave, Kopenhagen (Nyt Nordisk Forlag Arnold Busck):
  - En Digters Vej og andre Artikler 1948.
  - Prædikener 1948.
  - Cant og andre Skuespil 1948.
  - Kærlighed og andre Skuespil 1948.
  - Pilatus og andre Skuespil 1949.
  - Egelykke og andre Skuespil 1949.
  - Digte 1949.
  - Dagen er inde – og andre Artikler 1949.
  - Foraaret saa sagte kommer – Erindringer 1949.
- Vedersø – Jerusalem retur, Kopenhagen (Nyt Nordisk Forlag Arnold Busck) 1934
- 10 Oxford Snapshots, klippet af en Dramatiker, Kopenhagen (Nyt Nordisk Forlag Arnold Busck) 1936
- Fugl Fønix, Kopenhagen (Nyt Nordisk Forlag Arnold Busck) 1939
- Aldrig spørge, om det nytter – Digterens Liv fortalt af ham selv i Breve og Artikler, samlet og tilrettelagt af Niels Nøjgaard, Kopenhagen (Nyt Nordisk Forlag Arnold Busck) 1958
- Paradis og Syndefald – En Digtcyclus, Aabyhøj (Forlaget BHS Jørgen Glenthøj) 1994
- Af et overfladisk, gejstligt menneskes papirer, Kopenhagen (Nyt Nordisk Forlag Arnold Busck) 2001
- Ordet II – En almanakshistorie – skuespil i syv akter, Kopenhagen (Forlag Bindslev) 2003

### In deutscher Sprache
- Fragment eines Lebens – Erinnerungen, Übersetzung: Maria Bachmann-Isler, Artemis Verlag, Zürich 1944.
- Bekenntnis zur Wahrheit, Predigten, Übersetzung: Laure Wyss, Evangelischer Verlag A. G., Zollikon-Zürich 1944.
- Dänische Predigten, Übersetzung: Edzard Schaper, mit einem Vorwort von Pastor primarius Olle Nysted, Neuer Verlag – Esselte Aktiebolag, Stockholm o. J. (1945).
- Glückhafte Tage – Fünfzehn kurze Grüße mit Blindladung an die fröhlichsten meiner Kameraden, die Lieblingssöhne der Natur und ihre eifrigsten Jünger: Dänemarks Jäger, Übersetzung: Elsa Carlberg, Artemis Verlag, Zürich 1946.
- Jesusgeschichten, wiedererzählt für die Kleinen, Übersetzung: Gudrun Cavin, Rocailles Verlag, Genf 1949.
- Vor Cannae – Foer Cannae (deutsch – dänisch), Übersetzung: Kai Kromer, Satzverlag, Dresden 2000.
- Schauspiele (Ein Idealist – Das Wort – Cant – Er sitzt am Schmelztiegel – Niels Ebbesen – Die Herren Richter – Vor Cannae), Übersetzung: Rolf Lehfeldt und Paul Gerhard Schoenborn, mit einem Essay von Arne Munk, Edition ATE im LIT Verlag, Münster 2003.
- Oxford-Schnappschüsse eines Dramatikers, übersetzt und herausgegeben von Paul Gerhard Schoenborn, Edition ITP-Kompass, Münster 2013.
- Das Wort, übersetzt und herausgegeben von Paul Gerhard Schoenborn, Nordpark Verlag, Wuppertal 2015, Neuauflage 2022.
- Geschichtliche Dramen (Vogel Phönix – Der Kardinal und der König – Der Sieg – Ewalds Tod), übersetzt und herausgegeben von Paul Gerhard Schoenborn, Nordpark Verlag, Wuppertal 2016.
- Er sitzt am Schmelztiegel, übersetzt und herausgegeben von Paul Gerhard Schoenborn, Nordpark Verlag, Wuppertal 2017, Neuausgabe 2024.
- Dänische Dramen (In der Brandung – Liebe – Das Meer und die Menschen – Eine Kalendergeschichte – Der Pfarrer von Vejlby), übersetzt und herausgegeben von Paul Gerhard Schoenborn, Nordpark Verlag, Wuppertal 2017.
- Ein Idealist – Einige Szenen aus dem Leben eines Königs, übersetzt und herausgegeben von Paul Gerhard Schoenborn, darin ferner: Arne Munk „Der Dramatiker Kaj Munk und die geistige Situation seiner Zeit“, Nordpark Verlag, Wuppertal 2018.
- Fünf politische Predigten in einem besetzten Land, übersetzt und herausgegeben von Paul Gerhard Schoenborn, Nordpark Verlag, Wuppertal 2018, Neuausgabe 2024, ISBN 978-3-943940-84-8
- Von der Zeitenwende („Fra Tidehvervet“ – Drama 1928), übersetzt und herausgegeben von Paul Gerhard Schoenborn, Nordpark Verlag, /Radevormwald 2023, ISBN 978-3-943940-80-0
- Unruhestifter („Alverdens Urostifterne“ – Drama 1943), übersetzt und herausgegeben von Paul Gerhard Schoenborn, Nordpark Verlag, Wuppertal/Radevormwald 2023, ISBN 978-3-943940-82-4
- Die Auserwählten („De Udvalgte“ – Drama 1933), übersetzt und herausgegeben von Paul Gerhard Schoenborn, Nordpark Verlag, Wuppertal/Radevormwald 2025.

### In dänischer Sprache
- Henrik Nygaard Andersen, Torleiv Austad (Hrsg.): Kaj Munk – opgørets dramatiker. Kopenhagen (Forlaget ANIS) 2008
- Marc Auchet u. a. (Hrsg.): Kaj Munk – Dansk rebel og international inspirator, Kopenhagen (Akademisk Forlag) 1995 (mit einer internationalen Kaj-Munk-Bibliographie)
- Marc Auchet: De lollandske stjerner – Kaj Munks forfatterskab set paa baggrund af hans liv. Kopenhagen (C. A. Reitzel) 1998
- Carl P. Behrens, Henrik Schjødt Christensen, Søren Daugbjerg (Hrsg.): „Paa Lolland jeg den hented“ – En samling artikler udgivet i 100-aaret for Kaj Munks fødsel. Herning (Poul Kristensen Forlag) 1998
- Hans Brix: Hurtig svandt den lyse Sommer – Kaj Munk 1924–1944. Kopenhagen (Westermann) 1946
- Bjarne Nielsen Brovst: Livet i Vedersø Præstegaard – om Lise og Kaj Munk. Herning (Poul Kristensens Forlag) 1980
- Bjarne Nielsen Brovst: Kaj Munk – liv og død. Aarhus (Centrum) 1984
- Bjarne Nielsen Brovst: Kaj Munk og den stærke mand. Aarhus (Centrum) 1992
- Bjarne Nielsen Brovst: Kaj Munk – krigen og mordet Aarhus (Centrum) 1993
- Bjarne Nielsen Brovst: Kaj Munk – retsopgør og eftermæle Aarhus (Centrum) 1998
- Søren Daugbjerg: Kaj Munk og Tyskland – teater og politik. Aalborg Universitetsforlag 2008
- Bo Elbrønd-Bek: Opstandelsesmotivet i Kaj Munks Drama ORDET. Kopenhagen, (Forlaget Underskoven) 2009
- Lennart Franck: Kaj Munk – prästen, författeren, rebellen. Partille (Warne Förlag) 1997
- Oscar Geismar: Om Mennesket Kaj Munk. Kopenhagen (Nyt Nordisk Forlaget Arnold Busk) 1945
- Søren Holm: Kaj Munk – Den religiøse Problematik i hans Dramaer. Kopenhagen (Nyt Nordisk Forlag Arnold Busck) 1961.
- Jon Høgh, Carl P. Behrens, Lisbeth Lunde Lauridsen (Hg.): Vedersø Lolland retur, Ringkøbing 2014.
- J. K. Larsen: Kaj Munk som Dramatiker. Kopenhagen (H. Hagerup) 1941
- Jens Kristian Lings: Skygger over Vedersø Præstegaard. Lemvig 2005
- Per Lykke (Red.): Ordet paa bordet – Ni læsninger i Kaj Munks dramatik Kopenhagen (Multivers) 2004
- Per Stig Møller: Munk. Kopenhagen (Gyldendal) 2000
- Per Stig Møller: Mere Munk. Kopenhagen (Gyldendal) 2003
- Harald Mogensen: Kaj Munk paa Teatret – En Teaterbilledbog. Kopenhagen (Nyt Nordisk Forlag Arnold Busck) 1953.
- Arne Munk: Kaj Munk og fosterdrabet. Fredericia (Lohses Forlag) 1996
- Munkiana – Mitteilungen der Kaj-Munk-Gesellschaft, ab 1997: Kaj Munk Selskabet, c.o. Jens Kristian Lings, Kjeldbergvej 34, Fjaltring, DK-7620 Lemvig
- Svend Aage Nielsen: Livet gad jeg ønske jer – Erindringer om, taler af og breve fra Kaj Munk. Herning (Poul Kristensens Forlag) 1984
- Niels Nøjgaard, Martinus Wested u. a.: Bogen om Kaj Munk – skrevet af hans Venner. Kopenhagen (Westermann) 1946
- Niels Nøjgaard: Kaj Munk – Digter og Praest – Et Mindealbum. Kopenhagen (Berlingske Forlag) 1945
- Niels Nøjgaard: Ordets Dyst og Daad – Kaj Munks Levnedsløb og Personlighed. Kopenhagen (Nyt Nordisk Forlag Arnold Busck) 1946
- Niels Nøjgaard, Niels: Kaj Munk og Diktatorene. Kopenhagen, (Nyt Nordisk Forlag Arnold Busck) 1948
- Niels Nøjgaard, Niels: Mest lever vi naar vi dør – Syv Skitser om Kaj Munk. Aarhus (Forlaget Aros) 1973
- Jan Pedersen: Martyren Kaj Munk lever. Oslo (Lunde Forlag) 2004
- Børge Schmidt: I forliset bor sejren – Tekstsamling til debat og voksenundervisning udgivet i forbindelse med to videoprogrammer om Kaj Munk. Aarhus (Danmarks Kirkelige Mediecenter) 1999
- H. H. Siegumfeldt: Kaj Munk – en Mand og hans Daad. Aalborg (Frede og L. C. Lauritzen) 1945 (mit ausführlicher Bibliographie)
- Bjarne Nielsen Brovst: Lise Munk – En stærk kvinde 1909–1998 Hovedland, Gjern 2011

### In deutscher und englischer Sprache
- Søren Dosenrode (Hrsg.): Christianity and Resistance in the 20th Century – From Kaj Munk and Dietrich Bonhoeffer to Desmond Tutu. Brill, Leiden, 2009 (International studies in religion and society; 8), ISBN 978-90-04-17126-8.
- Christian Eisenberg: Die politische Predigt Kaj Munks. (Europäische Hochschulschriften, Reihe XXIII Theologie; 147). Peter Lang, Frankfurt a. M. 1980, ISBN  3-8204-6823-4 (Zugl.: Kiel, Univ., Diss., 1980).
- Christian Hartung: Hinter der Angst – Roman, Brendow Verlag Moers, 2017, ISBN  978-3-86506-932-0.
- Wolfdietrich von Kloeden: Kaj Munk. In: Biographisch-Bibliographisches Kirchenlexikon (BBKL). Band 6, Bautz, Herzberg 1993, ISBN 3-88309-044-1, Sp. 353–364 (Artikel/Artikelanfang im Internet-Archive).
- Rolf Lehfeldt, Paul Gerhard Schoenborn: Zum 100. Geburtstag von Kaj Munk. In: Grenzfriedenshefte (1998), Heft 1, S. 27–32 (Digitalisat).
- Ebbe Neergaard: Kaj Munk – Ein Dichter zwischen zwei Weltkriegen. Übersetzung: Maria Bachmann-Isler. Artemis Verlag, Zürich 1945.
- Paul Gerhard Schoenborn: Alphabete der Nachfolge – Märtyrer des politischen Christus. Peter Hammer Verlag, Wuppertal 1996, ISBN 3-87294-737-0, S. 48–78.
- Paul Gerhard Schoenborn: „Mit Gottes Hilfe das Volk zum Aufruhr bringen …“ Die Rettung der dänischen Juden und die prophetische Botschaft des Märtyrers Kaj Munk. In: Transparent, Essen, 11. Jg. (1998), H. 49 (Transparent – Extra), S. 1–12 (Online-Publikation; PDF; 77 kB).
- Kaj Munk. Wahrheitszeuge im Widerstand. Einführung in Leben und Werk des Dichters, Pfarrers und Märtyrers. In: Pfälzisches Pfarrerblatt (2006), Nr. 5, S. 189–198.
- Paul Gerhard Schoenborn: „Er sitzt am Schmelztiegel – Erinnerungen an den dänischen Pastor und Dichter Kaj Munk“. In: Deutsches Pfarrerblatt. Bd. 114 (2014), Heft 1, S. 14–20.
- Paul Gerhard Schoenborn: „Kaj Munk – Widerstand mit dem offenen Wort“. In: Kreuz und Rose CuS. Bd. 67 (2014),  Heft 1, S. 38–44.
- Paul Gerhard Schoenborn: Kaj Munk – der politische Pfarrer und Dichter, den die SS erschoss. Nordpark Verlag, Wuppertal 2014, ISBN 978-3-935421-99-7, Neuausgabe 2024.
- Paul Gerhard Schoenborn: Der Jude Jesus war sein Leitstern, seine Waffe war das Wort. Über das prophetische Zeugnis des dänischen Märtyrers und Dichterpfarrers Kaj Munk. In: Tu deinen Mund auf für die Anderen, Themenheft 2020 der Gesellschaften für Christlich-Jüdische Zusammenarbeit Deutscher Koordinierungsrat e. V., S. 14–17, Bad Nauheim 2019.
- Alfred Otto Schwede: Verankert im Unsichtbaren – Das Leben Kaj Munks. Evangelische Verlagsanstalt, Berlin 1970.
- Matthias Wulsten: „Die dramatische Zeitdichtung Kaj Munks als Reaktion auf den und geistige Auseinandersetzung mit dem Faschismus“ (Magisterarbeit) Kiel 1998
- Munk, Kaj. In: Cecil Roth (Hrsg.): Encyclopaedia Judaica. Bd. 12. Keter Publ. House, Jerusalem u. a. 1971, Sp. 525.

## Medienrezeption
- „Ordet“ („Das Wort“) in der Verfilmung von Gustaf Molander, 1943
- „Ordet“ („Das Wort“) in der Verfilmung von Carl Theodor Dreyer, 1955. Es existiert eine deutsche Synchronisation.
- „Havet og menneskene“ („Das Meer und die Menschen“), 1970. Skript nach Kaj Munks Drama, Regie Sigfred Aagaard.
- „Kaj Munk – En TV-serie i fire dele om digterpræsten, danskerne og krigen“ vom dänischen Fernsehen DR 1985 produziert. Drehbuch Jens Aakrog, Regie Henning Ørbak.
- „Kaj Munk: I forliset bor sejren“ mit Kaj Munks Ollerup-Rede 1940. Danmarks Kirkelige Mediecenter 2000.
- „Kaj Munk: Og alt hans væsen“. Der Schauspieler Caspar Koch als Kaj Munk auf der Kanzel von Vedersø, Danmarks Kirkelige Mediecenter 2000.